# Бердников, Александр Иванович
Алекса́ндр Ива́нович Бе́рдников (1883—1959, Москва, СССР) — русский революционер, советский государственный деятель.

## Биография
В революционном движении участвовал с 1900 года; вел революционную работу среди студенчества. В 1905 году вступил в Союз социалистов-революционеров (эсеров) максималистов; в 1906 году был арестован полицией. 
При создании ВЦИКом 1 апреля 1918 года Конституционной комиссии, в её состав вошли: от коммунистической фракции ВЦИК (Я. М. Свердлов — председатель, М. Н. Покровский, И. В. Сталин), от фракции левых эсеров (Д. А. Магеровский, А. А. Шрейдер), от эсеров-максималистов (А. И. Бердников, с правом совещательного голоса), а также от наркоматов (В. А. Аванесов, Д. П. Боголепов, Н. И. Бухарин, М. Я. Лацис, М. А. Рейснер, Э. М. Склянский).
В апреле 1919 года после раскола «Союза эсеров-максималистов»  на V конференции «Союза», часть максималистов, возглавляемая Нестроевым и Ривкиным, встала на путь вооруженной борьбы против Советской власти, другая часть во главе с А. И. Бердниковым, Ф. Ю. Светловым и Н. В. Архангельским пошла на сближение с большевиками. На своей конференции в апреле 1920 года большая часть максималистов постановила ликвидировать «Союз» и войти в Коммунистическую партию. А. И. Бердников в 1920 году вступил в Российскую коммунистическую партию (большевиков). 
С июня 1923 года Бердников работал в ЦК РКП(б), был заместителем заведующего агитационно-пропагандистским отделом (АПО), заведующим подотделом печати того же отдела. Позднее работал в редакционно-издательском подотделе ВЦИК, был членом коллегии Главного управления по делам литературы и издательств Народного комиссариата просвещения РСФСР (С 27 июля 1923 по 1 сентября 1924). В 1924 году работал заместителем заведующего Отделом печати ЦК РКП(б) и заместителем заведующего Государственным издательством.
С 1925 года, находясь одновременно в аппарате ЦК, Бердников возглавлял Всесоюзный комитет по делам печати; одновременно, с 1925 года был членом Института советского строительства; 08 апреля 1927 года постановлением Секретариата ЦК был назначен Заведующим культотделом Радиопередачи. В 1929 году входил в состав редакционной комиссии XVI партийной конференции. 
В 1934 член Президиума Государственной плановой комиссии при Совете Труда и Обороны СССР.
26 января—10 февраля 1934 года делегат XVII съезда ВКП(б).
Умер в 1959 году, похоронен в Москве, на Донском кладбище.